# La Voce del Popolo
La Voce del Popolo (wł. Głos Ludu) − włoski tygodnik katolicki wydawany przez diecezję Brescii.
Fundatorem gazety był prawnik bł. Giuseppe Antonio Tovini.